# شقاوة رجالة (فلم)
شقاوة رجالة هو فيلم رومانسي مصري أُنتج عام 1966، من تأليف بهجت قمر وإخراج حسام الدين مصطفى.

## القصة
يقع شاب ثري يدعي أحمد في حب فتاة فقيرة تدعى فريدة، لكنه لا يعرف أنها فقيرة، وهي بدورها لا تريده أن يعرف بحقيقة فقرها، فتكذب عليه وتدعي انتسابها إلى عائلة ثرية، لكنه سرعان ما يكتشف الحقيقة، فيكون مصرًا أكثر على إتمام زواجه منها، فيتوصل للقيام بخطة من أجل تقديمها لعائلته عن طريق الاستعانة بمجموعة من الكومبارس لكي يتقمصوا شخصيات أفراد عائلة فريدة الثرية.

## طاقم العمل
- سعاد حسني   (فريدة مدبولي).[1]
- رشدي أباظة   (حنفي بم)
- أحمد رمزي   (أحمد)
- محمد عوض   (حامد)
- عدلي كاسب   (عاصم بك)
- وداد حمدي   (أمينة)
- جمالات زايد   (سنية الدلالة)
- محمد صبيح   (حسن حريقه)
- عبد السلام محمد   (الريجيسير)
- حسين إسماعيل   (البارمان)
- حسن مصطفى   (عبد العليم)
- السيد راضي   (عبد المتجلي)
- أنور ماضي
- محمد طه  (غناء)
- نوال الصغيرة   (الراقصة)
- سامية جمال   (شخصيتها الحقيقية - ضيفة شرف)
- عماد حمدي   (شخصيته الحقيقية - ضيف شرف)
- محسن عطية   (على بيه)
- عبدالمنعم عبدالرحمن   (السكران)
- حسام الدين مصطفى   (بشخصيته)
- فايق بهجت   (القهوجي)

- مقالات تستعمل روابط فنية بلا صلة مع ويكي بيانات